# マナセ
マナセ（ヘブライ語: מְנַשֶּׁה、古希: Μανασσής）は、ユダヤ人男性の名。ヘブライ語で「忘れさせる者」の意。旧約聖書の登場人物としてのマナセは、以下の通りとなっている。
1. ヨセフの長子で、ヤコブの孫。本項で詳述する。
2. マナセ (ユダ王) - 南王国ユダの第14代の王。
3. パハト・モアブの子と、ハシュムの子。ともに捕囚中に異邦人の女と結婚し、帰還後にはエズラの勧めによって離婚した（エズラ記 10:30、33、44）。
4. ユディトの夫。同族・同じ家系の裕福な男性で、麦の刈り入れの際、日射病に倒れて寝込んだ末に死亡した。（ユディト記）

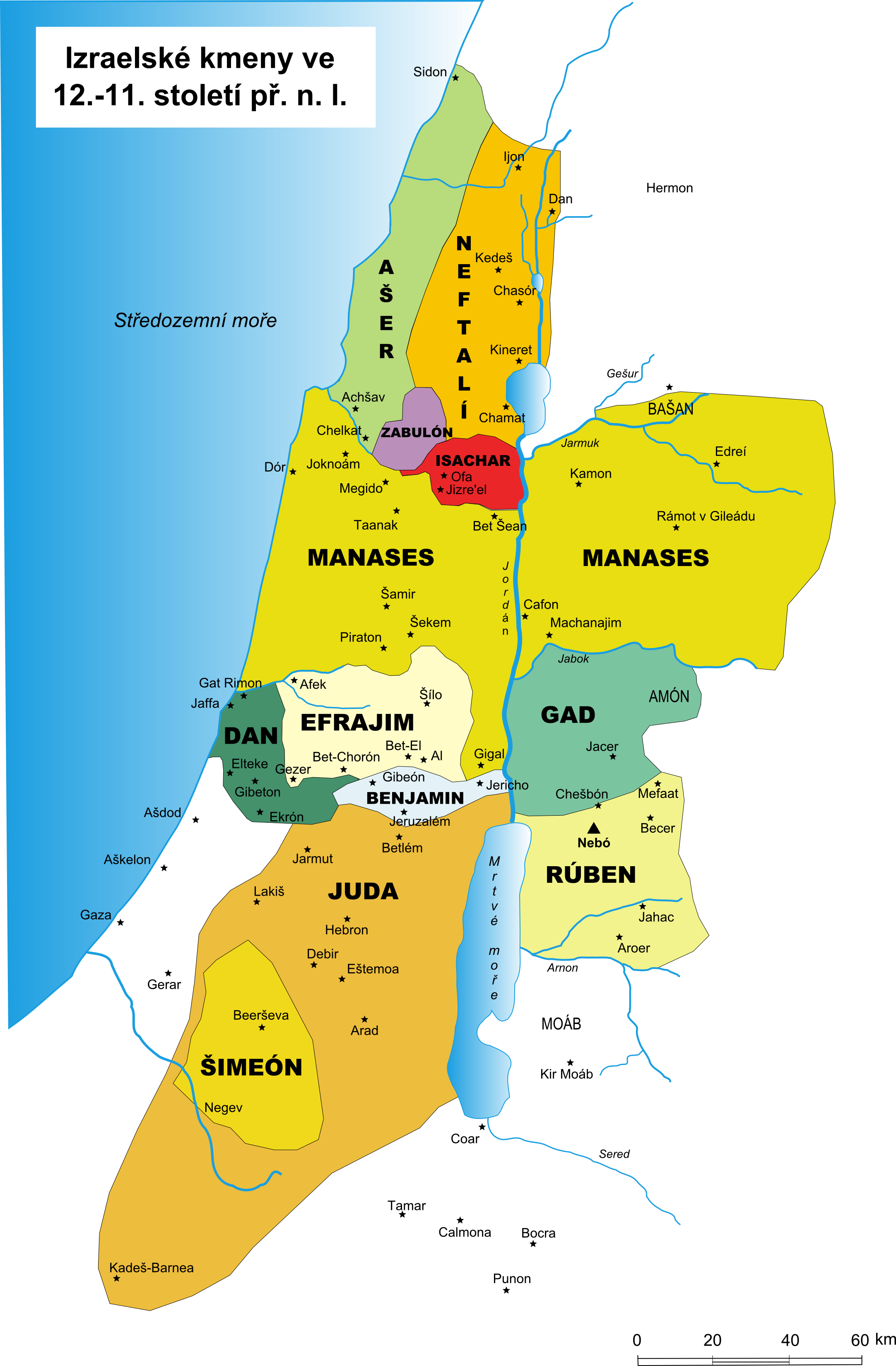
イスラエル部族の領地

マナセは、ヨセフの長子で、ヤコブの孫。弟はエフライム。母親はエジプトのオンの祭司ポティ・フェラの娘アセナト（創世記 41:45、50）。

## 概要
ヨセフは「神が、わたしの苦労と父の家のことをすべて忘れさせてくださった」ので、マナセと名付けた（創世記 41:51）。ヤコブはマナセを祝福し「この子も一つの民となり、大きくなるであろう」と言った（創世記 48:13-20）。マナセはアラム人のそばめによって子孫を儲けた（歴代誌上 7:14）。ヨセフは長生きして、マナセの子マキルを見ることができた（創世記 50:23）。こうしてマナセはイスラエルの12部族の一つ、マナセ族の先祖となった。

## マナセ族
イスラエルの部族で、失われた10支族の1支族。ヨセフの子マナセを祖とする。ヤコブが祝福を与えた際、手を交差してエフライムを長子とし、マナセを次位に置いた（創世記 48:13-20）。これは、マナセ族がエフライム族より小さな役割を果たすことを示していると考えられる（申命記 33:17）。マナセ族は7家族から成り、イスラエル人がエジプトから出た約1年後の調査では、20歳を超えた男子は32200人であった（民数記 1:34、35）。約40年後、荒野でモーセによって数えられた人数は52700人であり、エフライム族の数を上回っていた（民数記 26:28-34、37）。荒野においては、マナセ族はペダツルの子ガムリエルの指導者によって、エフライム族とベニヤミン族と共に西側に宿営を張った（民数記 2:18-24）。
モーセは、ヨルダン川の東側の領域のヘシュボンの王シホンとバシャンの王オグの国を滅ぼした後、その征服した土地を、ヨルダン川の西側の領地を征服する戦いにも参加するという条件付きで、ルベン族とガド族とマナセ族の各部族に与えられた（民数記 32:31-33、申命記 29:7、8）。その際、ギレアドの土地とバシャンの全土はマナセ族に与えられた（民数記 32:39、40、申命記 3:13-15）。残りの半部族は、ヨルダン川の西側の領域で、西は地中海、南はエフライムに、北はアシェルに、東はイサカルに接していた（ヨシュア17:10）。また嗣業の土地として、ベト・シェアン、イブレアム、ドル、エン・ドル、タナク、メギドと周辺都市を与えられた（ヨシュア記 16:9、17:11）。
士師ギデオンはマナセ族の出身であった（士師記 6:15）。ダビデがツィクラグにいた時、マナセ族の千人隊の長の幾人かが彼の味方について（歴代誌上 12:19-20）、ヨルダン川の西側から18000人が、東側から何千人ものマナセ族がやって来て、ダビデをイスラエルの王に立てた（歴代誌上 12:31）。後に偶像礼拝に傾き、東側のマナセ族はアッシリアの王ティグラト・ピレセル3世によって補囚された（歴代誌上 5:23-26）。